# Unhealthy
Unhealthy (estilizado em letras maiúsculas) é o terceiro álbum de estúdio da cantora e compositora inglesa Anne-Marie. Foi lançado em 28 de julho de 2023, através da Major Tom's e Asylum Records. Unhealthy foi precedido por três singles: "Psycho", "Sad Bitch" e "Unhealthy". O álbum conta com participações especiais do cantor americano Khalid, do rapper britânico Aitch, da cantora tailandesa Minnie do grupo feminino sul-coreano (G)I-dle e da cantora canadense Shania Twain.
Unhealthy foi um sucesso comercial. Alcançou a posição 2 na parada de álbuns oficiais do Reino Unido, com vendas de 23.778, o primeiro lugar na parada de álbuns escocesa e a 11ª posição na parada de álbuns irlandesa.

## Antecedentes
Anne-Marie começou a trabalhar em seu terceiro álbum de estúdio em 2022. Ao promover seu single “Psycho” com Aitch em setembro de 2022, ela revelou que estaria escrevendo muitas coisas novas e descobriu o que quer dizer.
A cantora terminou de trabalhar no álbum em janeiro de 2023. O disco foi escrito em quatro campos de escrita, incluindo o Decoy Studios em Suffolk. Um total de 19 músicas foram escritas em uma semana, incluindo músicas pop, rock, country e musicais.
Em 27 de abril de 2023, Anne-Marie anunciou o título, data de lançamento, capa e tracklist de seu terceiro álbum. No mesmo dia, a cantora encontrou fãs em Brick Lane, em Londres, onde revelou outdoors anunciando "Unhealthy", que posteriormente grafitou com tinta preta.
Em um podcast "Table Manners" com Jessie Ware e Lennie Ware, Anne-Marie forneceu informações sobre seu terceiro álbum de estúdio. Ela explicou que após o lançamento de seu segundo álbum Therapy (2021) e de sessões semanais de terapia durante o confinamento de pandemia de COVID-19, ela começou a se sentir entorpecida pelas emoções. Por causa disso, ela parou de conversar com o terapeuta com tanta frequência e, como resultado, começou a se sentir completamente diferente. Essa mudança inspirou seu terceiro álbum. “Quando comecei a terapia no confinamento, foi quando comecei a escrever o segundo álbum, então era tudo uma questão de autoaperfeiçoamento, você sabe, descobrir meu cérebro e todas aquelas técnicas que meu terapeuta estava me contando. Eu senti como se tivesse entrado em terapia porque estava bastante insensível às emoções e depois saí da terapia insensível às emoções de outra maneira. Acabei de aprender tanto sobre como entender tudo e lidar com as coisas que simplesmente não senti mais raiva extrema, tristeza extrema ou felicidade extrema. Eu estava de volta ao caminho do meio. E eu meio que senti falta dessas extremidades de novo, então parei a terapia, faço isso de vez em quando, mas foi uma coisa semanal durante anos. (...) Então o segundo álbum foi bem assim, sabe, calmo e sereno. Então, no processo deste novo álbum, eu só queria sentir tudo de novo." Mais tarde, ela acrescentou: "Basicamente fiz uma jornada de dois relacionamentos: um do qual saí e que não era ótimo e outro do qual entrei e que não começou muito bem porque era como uma obsessão, uma doença e então, no final, meio que se nivela. Então é como se todas as fases de um relacionamento que você poderia imaginar fossem colocadas no álbum."
O título do álbum foi inspirado em sua dieta alimentar e no fato de ela ser uma pessoa obsessiva e a maioria de seus pensamentos não serem saudáveis.
Falando sobre o processo de escrita, Anne-Marie disse: “Eu definitivamente sinto que tive menos medo de experimentar coisas neste. Eu sinto que nos últimos dois álbuns eu definitivamente senti um jeito de ficar na pista, tipo se eu não soar assim ou se eu não fizer uma música que soe assim, eles vão saber que é Anne-Marie? Eu definitivamente acho que minha gravadora e as pessoas ao meu redor estavam um pouco preocupadas comigo dizendo 'Vou tentar coisas novas'. (...) Não é como se eu tivesse mudado completamente, apenas parece que cada música tinha a liberdade de ser o que quisesse ser."
Durante a entrevista no The One Show, Anne-Marie explicou a história por trás da foto escolhida para a capa do álbum: “Quando entrei na indústria, senti uma certa maneira de ser uma estrela pop e de como deveria ser. Seja maquiagem, unhas postiças e todas essas coisas. E com meus outros álbuns eu meio que fiz isso e acertei tudo, e você sabe, todas essas coisas. E neste eu apenas pensei 'Não, eu vou ser eu'. Então encontrei a porta do meu chuveiro e encostei meu rosto nela."

## Promoção

### Performances íntimas
Em 23 de junho de 2023, Anne-Marie anunciou seis shows íntimos em todo o Reino Unido em apoio a Unhealthy. Os ingressos foram colocados à venda no dia 27 de junho às 12h durante o horário de verão britânico (BST). No dia 30 de junho, a cantora adicionou mais dois shows em Kingston e Bristol devido à grande procura. Em 4 de julho de 2023, ela anunciou que em 28 de julho, dia de lançamento de seu álbum, ela faria uma apresentação intimista em Londres como parte do YouTube Music Nights. Os ingressos para o evento não foram colocados à venda, mas para ter a chance de comparecer, o exemplar de Unhealthy teve que ser pré-encomendado na loja oficial da artista. Em 11 de julho de 2023, foi anunciado um show em Southampton. Durante a semana de lançamento do álbum, 4 shows adicionais foram adicionados.
| Data                   | Cidade          | País       | Local            | Varejista     |
| ---------------------- | --------------- | ---------- | ---------------- | ------------- |
| 26 de julho de 2023    | Kingston        | Inglaterra | Pryzm            | Banquet       |
| 28 de julho de 2023    | Londres         | Inglaterra | Lafayette        | –             |
| 30 de julho de 2023    | Brighton        | Inglaterra | Chalk            | Resident      |
| 31 de julho de 2023    | Leeds           | Inglaterra | The Wardrobe     | Crash Records |
| 1 de agosto de 2023    | Coventry        | Inglaterra | hmv Empire       | HMV           |
| 2 de agosto de 2023    | Bristol         | Inglaterra | The Fleece       | Rough Trade   |
| 3 de agosto de 2023    | Liverpool       | Inglaterra | The Cavern Club  | Jacardana     |
| 15 de agosto de 2023   | Kingston        | Inglaterra | Pryzm            | Banquet       |
| 16 de agosto de 2023   | Southampton     | Inglaterra | The 1865         | Vinilo        |
| 18 de setembro de 2023 | Glasgow         | Escócia    | SWG3             | Assai Records |
| 22 de setembro de 2023 | Dundee          | Escócia    | Fat Sam's        | Assai Records |
| 23 de setembro de 2023 | Southend-on-Sea | Inglaterra | Cliffs Pavillion | Crash Records |

### Sala para colorir
Em 10 de julho de 2023, Anne-Marie anunciou que convidaria os fãs em 19 de julho de 2023 para uma sala no leste de Londres para colorir as paredes com ela se eles pré-salvassem Unhealthy nas próximas 48 horas em sua loja oficial. Os ingressos não foram oficialmente colocados à venda, mas em vez disso, os fãs receberiam convites se pré-encomendassem a cópia de Unhealthy.

## Recepção crítica
| Críticas profissionais | Críticas profissionais |
| Avaliações da crítica  | Avaliações da crítica  |
| Fonte                  | Avaliação              |
| ---------------------- | ---------------------- |
| Clash                  | 4/10                   |
| Evening Standard       | [ 1 ]                  |
| The Guardian           | [ 2 ]                  |
| The Line of Best Fit   | 5/10                   |
| NME                    | [ 23 ]                 |

Unhealthy foi polarizado pelos críticos musicais após o lançamento. Tamzin Kraftman, da Clash, escreveu que "com motivos melódicos repetitivos e temas exagerados, Anne-Marie teve a chance de oferecer uma perspectiva profunda, mas se contentou com o mundano".  David Smyth, do Evening Standard, descreveu Unhealthy como "um álbum pop muito adequado para o rádio".  Tanatat Khuttapan, da The Line of Best Fit, escreveu que "o verdadeiro controle da narrativa por Anne-Marie é por meio de uma intercomunicação honesta; Unhealthy percebe isso um pouco tarde demais, talvez impedido pelas decisões erradas que parecem ser dela."  Escrevendo para a NME, Sophie Williams disse que "o objetivo de Anne-Marie de fazer pop que represente os sentimentos mais íntimos e sombrios é admirável, mas nem sempre eficaz. Não está exatamente claro qual mensagem ela anseia."  Resenhando para o The Guardian, Tara Joshi descreveu o álbum como "amplamente um disco divertido que está se esforçando para ser mais cru e direto do que ela [Anne-Marie] conseguiu antes", e acrescentando que "Anne-Marie soa mais livre e divertida em por direito próprio, brincando com instrumentação mais ambiciosa (rock, orquestral) ao lado do dance-pop e baladas."

## Alinhamento de faixas
| Unhealthy – Edição padrão |                                         |                                                                                  |                           |         |  |
| N.º                       | Título                                  | Compositor(es)                                                                   | Produtor(es)              | Duração |  |
| 1.                        | "Sucks to Be You"                       | Anne-Marie Nicholson Conor Blake James Murray Mustafa Omer Sara Boe              | Mojam                     | 0:43    |  |
| 2.                        | "Sad Bitch"                             | Nicholson Evan Blair Samuel Brennan Tom Hollings Nami Ondas Taylor Upsahl        | Blair Billen Ted          | 2:12    |  |
| 3.                        | "Psycho" (com Aitch)                    | Nicholson Harrison Armstrong Grace Barker Brennan Hollings Tom Mann Henry Tucker | Billen Ted Mojam          | 2:42    |  |
| 4.                        | "Haunt You"                             | Nicholson Boe Tre Jean-Marie Blake Brennan Hollings                              | Billen Ted                | 2:53    |  |
| 5.                        | "Trainwreck"                            | Nicholson Camille Purcell Philip Plested Brennan Hollings                        | Billen Ted                | 3:03    |  |
| 6.                        | "Grudge"                                | Nicholson Tyron Frampton Blake Blair Ondas                                       | Blair                     | 2:12    |  |
| 7.                        | "Obsessed"                              | Nicholson Ondas Blair Madi Yanofsky Lionel Bart                                  | Blair                     | 2:26    |  |
| 8.                        | "Kills Me to Love You"                  | Nicholson Blake Brennan Boe Hollings                                             | Billen Ted                | 2:22    |  |
| 9.                        | "Unhealthy" (com part. de Shania Twain) | Nicholson Castle Connor McDonough Riley McDonough                                | C. McDonough R. McDonough | 2:29    |  |
| 10.                       | "Irish Goodbye"                         | Nicholson Tucker Brennan Hollings Frampton                                       | Billen Ted                | 2:09    |  |
| 11.                       | "Cuckoo"                                | Nicholson Blake Tucker Brennan Hollings                                          | Billen Ted                | 2:35    |  |
| 12.                       | "You & I" (com part. de Khalid)         | Nicholson Blake Murray Purcell Khalid Robinson Omer                              | Mojam Risc                | 3:25    |  |
| 13.                       | "Never Loved Anyone Before"             | Nicholson Ondas Blair Upsahl                                                     | Ondas Blair               | 2:54    |  |
| Duração total:            | Duração total:                          | Duração total:                                                                   | Duração total:            | 32:05   |  |

| Unhealthy – Edição deluxe |                                         |                                                      |                |         |  |
| N.º                       | Título                                  | Compositor(es)                                       | Produtor(es)   | Duração |  |
| 14.                       | "Better Off"                            | Nicholson Barker Popscar Omer Murray Tucker          | Mojam          | 2:49    |  |
| 15.                       | "Ick"                                   | Nicholson Blake Brennan Boe Hollings                 | Billen Ted     | 2:52    |  |
| 16.                       | "Expectations" (com Minnie do (G)I-dle) | C Sa Kim Jonghan Lim Jung Woo Paprikaa Taylor Glasby | Paprikaa       | 3:09    |  |
| Duração total:            | Duração total:                          | Duração total:                                       | Duração total: | 40:55   |  |

| Unhealthy – Edição japonesa |                        |                                                         |                   |         |  |
| N.º                         | Título                 | Compositor(es)                                          | Produtor(es)      | Duração |  |
| 17.                         | "Psycho" (acoustic)    | Nicholson Armstrong Barker Brennan Hollings Mann Tucker | Duncan Brookfield | 2:21    |  |
| 18.                         | "Sad Bitch" (acoustic) | Nicholson Blair Brennan Hollings Ondas Upsahl           | Brookfield        | 2:14    |  |
| 19.                         | "Unhealthy" (acoustic) | Nicholson Castle C. McDonough R. McDonough              | Brookfield        | 2:26    |  |
| Duração total:              | Duração total:         | Duração total:                                          | Duração total:    | 47:56   |  |

| Unhealthy – Edição voicenote (disc 1) |                                                                | |                                            |         |  |
| N.º                                   | Título                                                         | Compositor(es) | Produtor(es)                               | Duração |  |
| 14.                                   | "Baby Don't Hurt Me" (David Guetta com Anne-Marie e Coi Leray) | Akil King Nicholson Coi Leray Collins David Guetta Tony Hendrik Ed Sheeran Feli Ferraro Johnny McDaid Junior Torello Mike Hawkins Steve Mac Tobias Frederiksen | Guetta Johnny Goldstein Hawkins Toby Green | 2:20    |  |

Notas
- Todas as músicas, exceto "Expectations" e "Baby Don't Hurt Me", são estilizadas em letras maiúsculas.[24][27]
- "Psycho" interpola "Mambo No. 5 (A Little Bit Of...)", escrita por Lou Bega, Pérez Prado e Zippy Davids, interpretada por Lou Bega.[28]
- "Obsessed" interpola "I'd Do Anything", escrita por Lionel Bart, interpretada em Oliver!.[29]

## Equipe e colaboradores
Créditos adaptados dos metadados do serviço Tidal.
Músicos
- Anne-Marie – vocais (todas as faixas)
- Mojam - programação (faixas 1, 12, 14)
- Evan Blair – teclados, sintetizador, programação de bateria (faixa 2); programação (faixas 2, 6, 7, 13)
- Samuel Brennan – percussão, bateria, sintetizador, programação de baixo (faixa 2); programação de bateria, piano (faixa 3), programação (faixas 2, 4, 5, 8, 10, 11, 15)
- Tom Hollings – bateria, sintetizador, programação de baixo (faixa 2); percussão (faixas 2, 3); baixo, programação de percussão (faixa 3); programação (faixas 2, 4, 5, 8, 10, 11, 15)
- Aitch - vocais (faixa 3)
- Slowthai - backing vocals (faixa 6)
- Shania Twain – vocais (faixa 9)
- Connor McDonough - programação (faixa 9)
- Riley McDonough - programação (faixa 9)
- Khalid – vocais (faixa 12)
- Kamille - backing vocals (faixa 12)
- Felix Stephens - violoncelo (faixa 12)
- Nina Lim - violino (faixa 12)
- Rics - programação (faixa 12)
- Andrea Cozzaglio – programação de cordas (faixa 12); programação de bateria (faixa 13)
- Liam Toon – bateria (faixa 13)
- Travis Sayles - programação (faixa 13)
- Nami Ondas - programação (faixa 13)
- Minnie - vocais (faixa 16)
- Paprikaa - programação (faixa 16)
- Duncan Brookfield – baixo, guitarra, percussão, piano (faixa 17); programação (faixas 17, 18)

Técnica
- Stuart Hawkes – mestre (faixas 1-15, 18)
- Joe Burgess - assistente de mixagem (faixas 1-15, 18)
- Niko Battistini - assistente de mixagem (faixas 1-15, 18)
- Geoff Swan - mixagem (faixas 1-8, 10-15, 18, 19)
- Connor McDonough - mixagem, engenheiro (faixa 9)
- Riley McDonough - mixagem, engenheiro (faixa 9)
- Mojam - engenheiro (faixas 1, 3, 12, 14,); engenheiro de gravação vocal (faixas 1, 12)
- Evan Blair - engenheiro (faixas 2, 6, 7, 13); engenheiro de gravação vocal (faixas 7, 13)
- Bob MacKenzie - engenheiro (faixa 3)
- Dom Shaw - engenheiro (faixa 3)
- Katie May - engenheira (faixa 3)
- Billen Ted - engenheiro (faixas 3-5, 8, 10, 11, 15); engenheiro de gravação vocal (faixas 4, 5, 8, 11)
- Cameron Gower Poole - engenheiro de gravação vocal (faixas 6, 10, 13, 19); mixagem (faixa 17)
- Mark Ralph - engenheiro de gravação vocal (faixa 9)
- Mark "Spike" Stent - engenheiro de gravação vocal (faixa 9)
- Samuel Brennan - engenheiro de gravação vocal (faixa 10)
- Kay One - engenheiro de gravação vocal (faixa 16)
- Andrea Cozzaglio - engenheiro de gravação de cordas (faixa 12); engenheiro de gravação de bateria (faixa 13)
- Duncan Brookfield - mixagem (faixa 17)
- Dick Beetham - mestre (faixa 17)
- Jeremy Cooper - mestre (faixa 19)
- Bankz – engenheiro de gravação vocal adicional (faixa 3)

Capa
- Slow Thai - fotografia
- Will Beach - fotografia
- Elliott Elder - projeto

## Desempenho comercial
Em sua primeira semana, Unhealthy estreou em segundo lugar na parada de álbuns do Reino Unido com vendas de 23.778, das quais 19.778 eram cópias físicas, marcando-o como seu álbum mais vendido no país. Ele garantiu a maior venda semanal de um álbum de uma solista feminina do Reino Unido desde que Dance Fever de Florence and the Machine liderou as paradas em maio de 2022.

### Tabelas musicais
| País — Tabela musical (2022)  | Melhor posição |
| ----------------------------- | -------------- |
| Bélgica (Ultratop (Flandres)  | 38             |
| Bélgica (Ultratop (Valónia)   | 166            |
| Escócia (OCC)                 | 1              |
| França (SNEP)                 | 72             |
| Hungria (MAHASZ)              | 11             |
| Irlanda (OCC)                 | 11             |
| Reino Unido (UK Albums Chart) | 2              |

## Histórico de lançamento
| Região | Data                | Formato                                     | Versão    | Gravadora                   | Ref.                 |
| ------ | ------------------- | ------------------------------------------- | --------- | --------------------------- | -------------------- |
| Várias | 28 de julho de 2023 | Cassete CD download digital streaming vinil | Padrão    | Major Tom's Atlantic Asylum | [ 39 ]               |
| Várias | 28 de julho de 2023 | CD download digital streaming               | Deluxe    | Major Tom's Atlantic Asylum | [ 40 ] [ 24 ] [ 41 ] |
| Japão  | 28 de julho de 2023 | CD                                          | Japonesa  | Warner Music Japão          | [ 25 ] [ 26 ]        |
| Várias | 31 de julho de 2023 | Download digital streaming                  | Voicenote | Major Tom's Atlantic Asylum | [ 27 ] [ 42 ]        |
| Várias | 2 de agosto de 2023 | Download digital                            | Karaokê   | Major Tom's Atlantic Asylum | [ 43 ]               |